# Transformada Z de chirp
La transformada Z de chirp (CZT) és una generalització de la transformada discreta de Fourier (DFT). Mentre que la DFT mostra el pla Z en punts uniformement espaiats al llarg del cercle unitari, el xip Z-transforma mostres al llarg d'arcs espirals al pla Z, corresponents a línies rectes del pla S. La DFT, la DFT real i la DFT de zoom es poden calcular com a casos especials de la CZT.
Concretament, la transformada Z de xip calcula la transformada Z en un nombre finit de punts zk al llarg d'un contorn espiral logarítmic, definit com:
{\displaystyle X_{k}=\sum _{n=0}^{N-1}x(n)z_{k}^{-n}} {\displaystyle z_{k}=A\cdot W^{-k},k=0,1,\dots ,M-1}
on A és el punt de partida complex, W és la relació complexa entre punts i M és el nombre de punts a calcular.
Igual que la DFT, la transformació Z de xip es pot calcular en operacions O(n log n) on n=\max(M,N). El 2003, el 2019 es va descriure un algorisme O(N log N) per a la transformació Z de xip invers (ICZT).

## Algorisme de Bluestein
L'algorisme de Bluestein expressa la CZT com una convolució i l'implementa de manera eficient utilitzant FFT/IFFT.
Com que la DFT és un cas especial de la CZT, això permet el càlcul eficient de la transformada de Fourier discreta (DFT) de mides arbitràries, incloses les mides primeres. (L'altre algorisme per a FFT de mides primeres, l'algoritme de Rader, també funciona reescrivint la DFT com a convolució.) Va ser concebut el 1968 per Leo Bluestein. L'algorisme de Bluestein es pot utilitzar per calcular transformacions més generals que la DFT, basant-se en la transformada z (unilateral) (Rabiner et al., 1969).

## Transformada z
L'algorisme de Bluestein també es pot utilitzar per calcular una transformació més general basada en la transformada z (unilateral) (Rabiner et al., 1969). En particular, pot calcular qualsevol transformació de la forma:
{\displaystyle X_{k}=\sum _{n=0}^{N-1}x_{n}z^{nk}\qquad k=0,\dots ,M-1,}